# Cormoz
Cormoz ist eine französische Gemeinde im Département Ain in der Region Auvergne-Rhône-Alpes. Sie gehört zum Kanton Saint-Étienne-du-Bois im Arrondissement Bourg-en-Bresse. Die Bewohner nennen sich Cormoziens.
Die 7. Etappe der Tour de France 2010 führte über Cormoz.

## Geographie
Die Gemeinde Cormoz liegt in der Bresse an der Grenze zum Département Saône-et-Loire. Sie grenzt im Norden an Varennes-Saint-Sauveur, im Osten an Beaupont, im Südosten an Pirajoux, im Süden an Foissiat, im Südwesten an Lescheroux und im Westen an Saint-Nizier-le-Bouchoux. An der westlichen Gemeindegrenze verläuft der Fluss Sane-Morte, im Osten der Sevron, in den hier sein Zufluss Bief d’Avignon einmündet.

## Bevölkerungsentwicklung
| Jahr                       | 1962 | 1968 | 1975 | 1982 | 1990 | 1999 | 2010 | 2021 |
| Einwohner                  | 708  | 640  | 572  | 550  | 502  | 512  | 625  | 703  |
| Quellen: Cassini und INSEE |      |      |      |      |      |      |      |      |

## Sehenswürdigkeiten
- Kirche Saint-Pancrace
- Kapelle Notre-Dame-de-Prompt-Secours

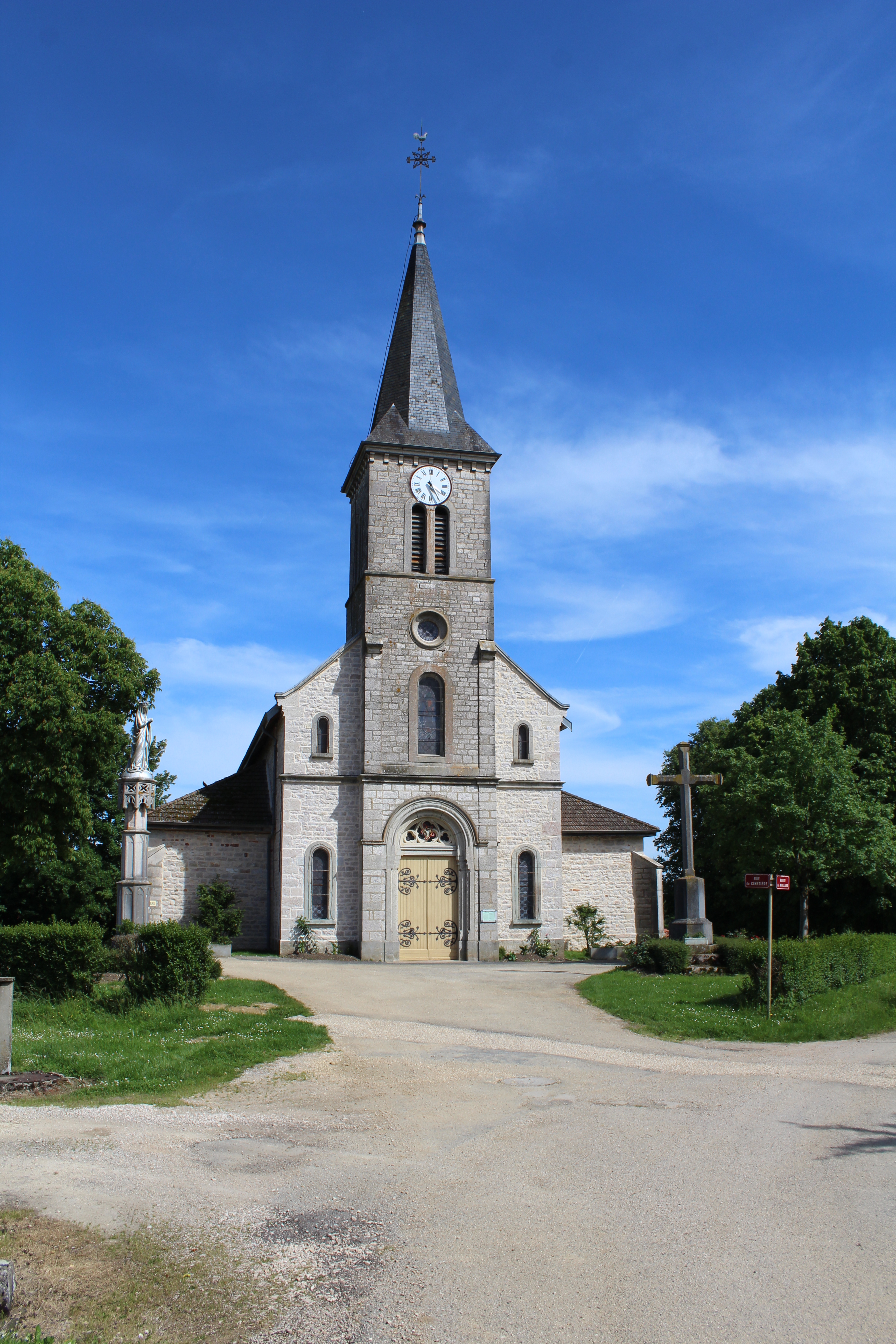
Kirche Saint-Pancrace
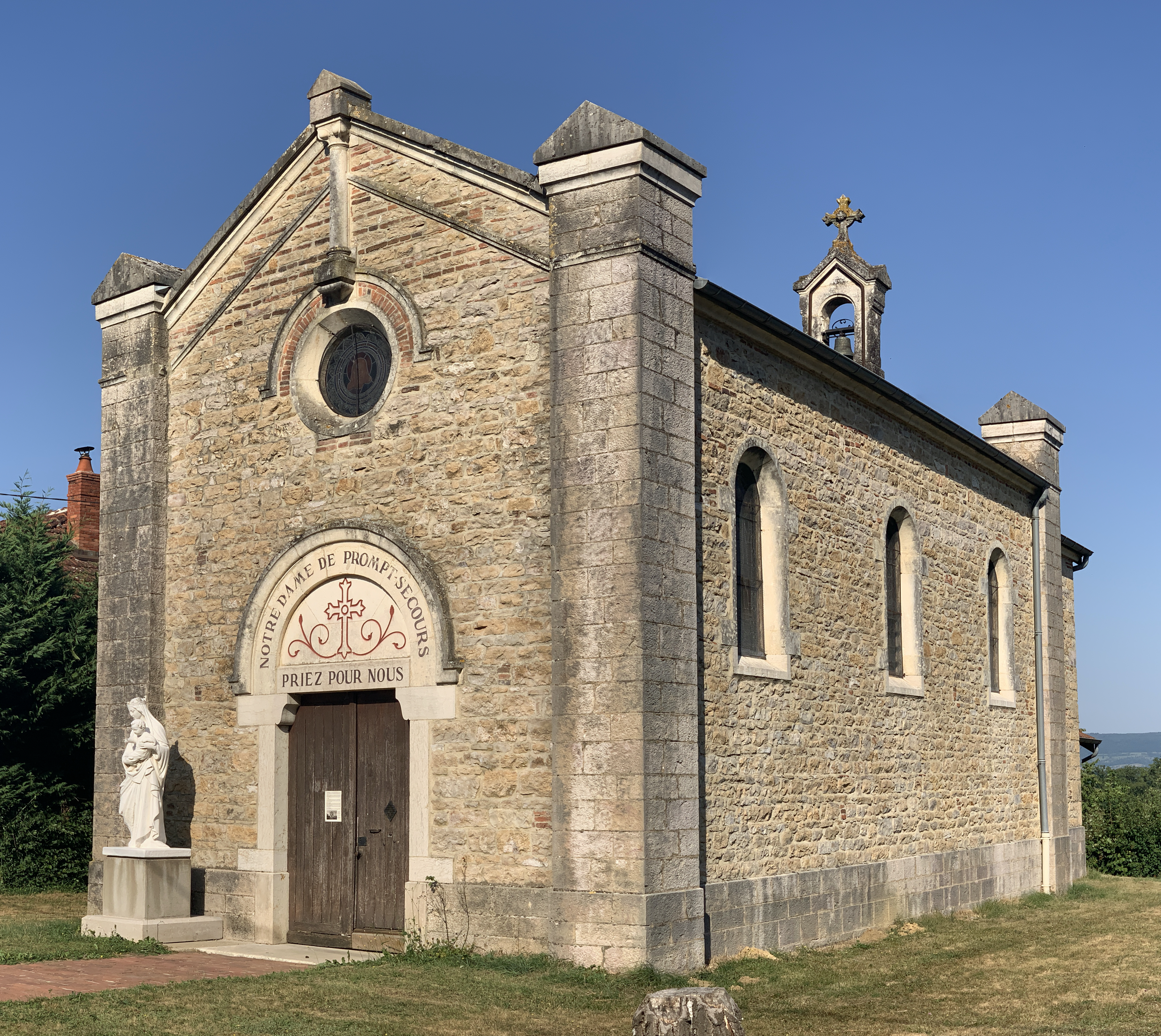
Kapelle Notre-Dame-de-Prompt-Secours
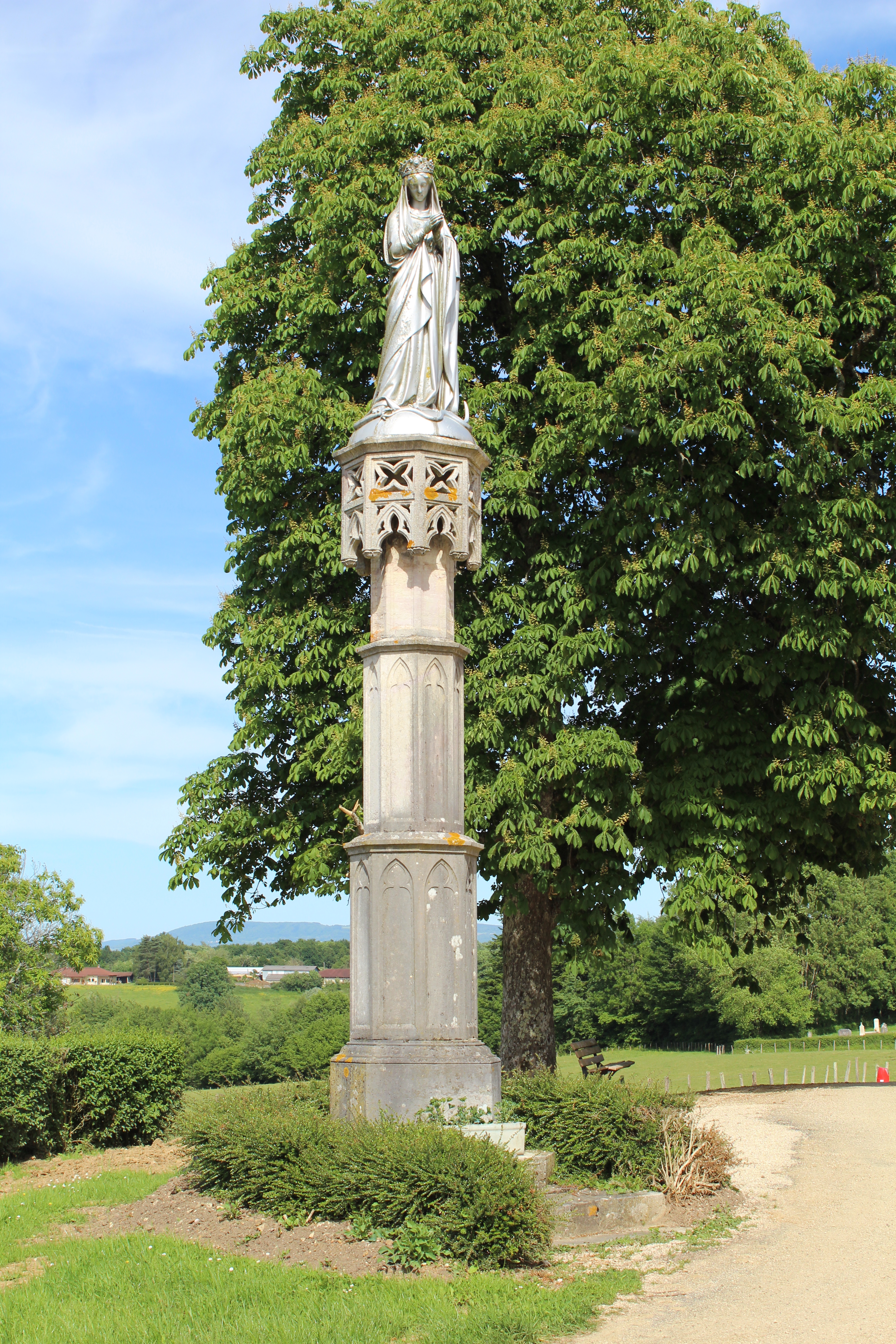
Marienstatue
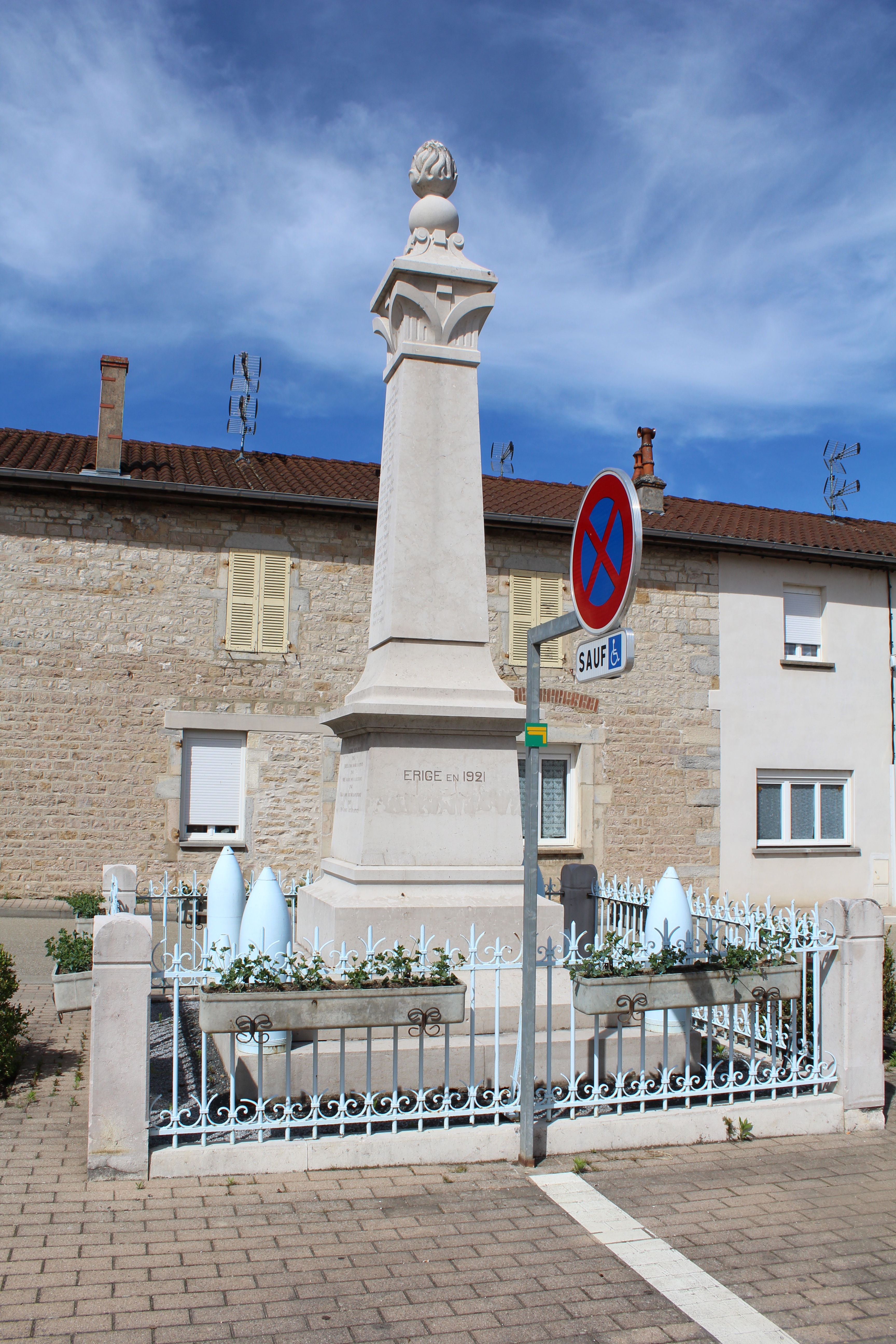
Gefallenendenkmal